# Dig Your Own Hole
Dig Your Own Hole – drugi album brytyjskiej formacji The Chemical Brothers, wydany 7 kwietnia 1997. Dodatkowo w 2004 roku pojawił się box set zawierający tę płytę oraz Exit Planet Dust. Został sklasyfikowany przez magazyn Q jako 49. najlepszy brytyjski album wszech czasów.

## Nagranie i wydanie
Po sukcesie pierwszej płyty (Exit Planet Dust z 1995), która dotarła do 9. miejsca listy przebojów, grupa koncertowała, ale starała się jak najszybciej nagrać nowy materiał. W 1996 roku wydała ona EPkę Loops of Fury. W tym samym roku skontaktowała się z Noelem Gallagherem, który nagrał wokale do instrumentalnej kompozycji – stała się ona później znana jako Setting Sun. Po wypuszczeniu na rynek debiutu zespół przeniósł się do wytwórni Virgin, choć już we wkładce "Exit Planet Dust" omyłkowo podano informację, że ta wytwórnia również ją wydała.

## Wydanie i promocja
Chociaż utwory były wydawane już w 1996 roku, to sam album ujrzał światło dzienne dopiero w kwietniu 1997. Zarówno „Setting Sun”, jak i trzeci singiel, „Block Rockin’ Beats” dotarły do szczytu UK Singles Chart, co pozwoliło także albumowi osiągnąć pierwsze miejsce. Inne single także trafiały do Top 20 notowania (poza ostatnim). Płyta otrzymała także pozytywne recenzje krytyków i w rankingu Acclaimedmusic.net zajmuje 5. miejsce za rok 1997, 53. za lata 90. i 253. pozycję na liście wszech czasów. Korzystając z sukcesu, duet w maju 1997 wydał DJ-ski miks połączony z wywiadem pod tytułem Radio 1 Anti-Nazi Mix. Po sukcesie płyty The Chemical Brothers stali się rozchwytywanymi autorami remiksów, które wydali rok później na albumie Brothers Gonna Work It Out.

## Lista utworów
Wszystkie utwory napisali Tom Rowlands i Ed Simons, wyjątki w nawiasach.
1. "Block Rockin' Beats" (Rowlands, Simons, Jesse Weaver) – 5:14
2. "Dig Your Own Hole" – 5:27
3. "Elektrobank" – 8:18
4. "Piku" – 4:54
5. "Setting Sun" (Rowlands, Simons, Noel Gallagher) – 5:29
  - gościnnie Noel Gallagher
6. "It Doesn't Matter" (Rowlands, Simons, Paul Conley, John Emelin, Tom Flye, Rusty Ford, Kim King) – 6:14
7. "Don't Stop the Rock" – 4:48
8. "Get Up on It Like This" (Rowlands, Simons, Quincy Jones) – 2:48
9. "Lost in the K-Hole" – 3:51
10. "Where Do I Begin" – 6:51
  - gościnnieBeth Orton
11. "The Private Psychedelic Reel" (Rowlands, Simons, Jonathan Donahue) – 9:28